# 拔山敏弘
拔山 敏弘（ぬきやま としひろ）は、日本のイラストレーター。映像作品の設定デザイナー。元アニメーター。1980年代中期のぴえろ作品スタッフクレジットに動画マンとして名を見ることができる。

## 参加作品

### OVA
- 永遠のフィレーナ - メカニックデザイン

### 特撮
- 特捜ロボ ジャンパーソン - キャラクターデザイン

### ゲーム
- ソングマスター - キャラクターデザイン
- LUNAR ETERNAL BLUE  - IMAGE BOARDS・KEY ANIMETION
- だいなあいらん  - レイアウト
- 倫敦精霊探偵団 - マップ原図
- ジャンジャンパラダイス - キャラクターデザイン
- ロードモナーク-新・ガイア王国記- - キャラクターデザイン

### 漫画
- COMIC'S★ウルトラ大全集 ウルトラセブン VOL.1 古都に燃ゆ - 原作
- 週刊そーなんだ! 科学編・社会編 - 漫画